# Emissões de gases de efeito estufa de áreas úmidas
As emissões de gases de efeito estufa de áreas úmidas preocupantes consistem principalmente em emissões de metano e óxido nitroso. As áreas úmidas são a maior fonte natural de metano atmosférico [en] do mundo e, portanto, uma das principais áreas de preocupação com relação às mudanças climáticas. As áreas úmidas são responsáveis por aproximadamente 20-30% do metano atmosférico por meio de emissões de solos e plantas e contribuem com uma média aproximada de 161 Tg de metano para a atmosfera por ano.
As áreas úmidas são caracterizadas por solos encharcados de água e comunidades distintas de espécies vegetais e animais que se adaptaram à presença constante de água. Esse alto nível de saturação de água cria condições propícias à produção de metano. A maior parte da metanogênese, ou produção de metano, ocorre em ambientes com pouco oxigênio. Como os microrganismos que vivem em ambientes quentes e úmidos consomem oxigênio mais rapidamente do que ele pode se infiltrar a partir da atmosfera, os pântanos são os ambientes anaeróbicos ideais para a fermentação e a atividade  metanogênica. No entanto, os níveis de metanogênese variam conforme a disponibilidade de oxigênio, a temperatura do solo e a composição do solo. Um ambiente mais quente e mais anaeróbico com solo rico em matéria orgânica permitiria uma metanogênese mais eficiente.
Alguns pântanos são uma fonte significativa de emissões de metano e alguns também são emissores de óxido nitroso. O óxido nitroso é um gás de efeito estufa com um potencial de aquecimento global 300 vezes maior que o do dióxido de carbono e é a principal substância destruidora da camada de ozônio emitida no século XXI. As áreas úmidas também podem atuar como um sumidouro de gases de efeito estufa.

## Emissões por tipo de área úmida
As características das classes de áreas úmidas podem ajudar a informar sobre a magnitude das emissões de metano. No entanto, as classes de áreas úmidas apresentam alta variabilidade nas emissões de metano em termos espaciais e temporais. As áreas úmidas são frequentemente classificadas pela posição na paisagem, vegetação e regime hidrológico. As classes de áreas úmidas incluem pauls, pântanos, turfeiras, tolhas [en], atoleiros [en], muskegs [en], marmitas de pradaria (forma de terra) e pocosins [en].

## Quantidades
Dependendo de suas características, algumas áreas úmidas são uma fonte significativa de emissões de metano e algumas também são emissoras de óxido nitroso.

### Metano
As áreas úmidas são responsáveis por aproximadamente 20 a 30% do metano atmosférico proveniente das emissões de solos e plantas.

### Fluxos de óxido nitroso
O óxido nitroso é um gás de efeito estufa com um potencial de aquecimento global 300 vezes maior do que o do dióxido de carbono e é a substância dominante prejudicial à camada de ozônio emitida no século XXI. Foi demonstrado que o excesso de nutrientes, principalmente de fontes antropogênicas, aumenta significativamente os fluxos de N2O dos solos de áreas úmidas por meio de processos de desnitrificação e nitrificação (consulte a tabela abaixo). Um estudo na região entremarés de um pântano salgado da Nova Inglaterra mostrou que os níveis excessivos de nutrientes podem aumentar as emissões de N2O em vez de sequestrá-las.
Faltam dados sobre os fluxos de óxido nitroso das áreas úmidas no hemisfério sul, assim como estudos baseados no ecossistema, incluindo a função dos organismos dominantes que alteram a biogeoquímica dos sedimentos. Os invertebrados aquáticos produzem emissões de óxido nitroso ecologicamente relevantes devido à ingestão de bactérias desnitrificantes [en] que vivem no sedimento submarino e na coluna d'água e, portanto, também podem estar influenciando a produção de óxido nitroso em algumas áreas úmidas.
| Tipo de área úmida | Localização                       | Fluxo de N2O (μmol N2O m−2 h−1) | Referência |
| ------------------ | --------------------------------- | ------------------------------- | ---------- |
| Mangue             | Shenzhen e Hong Kong              | 0,14 a 23,83                    | [ 20 ]     |
| Mangue             | Muthupet, Sul da Índia            | 0,41 a 0,77                     | [ 22 ]     |
| Mangue             | Bhitarkanika [en], Leste da Índia | 0,20 a 4,73                     | [ 23 ]     |
| Mangue             | Pichavaram [en], Sul da Índia     | 0,89 a 1,89                     | [ 23 ]     |
| Mangue             | Queensland, Austrália             | −0,045 a 0,32                   | [ 24 ]     |
| Mangue             | Sudeste de Queensland, Austrália  | 0,091 a 1,48                    | [ 25 ]     |
| Mangue             | Costa sudoeste, Porto Rico        | 0,12 a 7,8                      | [ 26 ]     |
| Mangue             | Isla Magueyes [en], Porto Rico    | 0,05 a 1,4                      | [ 26 ]     |
| Pântano salino     | Baía de Chesapeake, EUA           | 0,005 a 0,12                    | [ 27 ]     |
| Pântano salino     | Maryland, EUA                     | 0,1                             | [ 28 ]     |
| Pântano salino     | Nordeste da China                 | 0,1 a 0,16                      | [ 29 ]     |
| Pântano salino     | Rio Biebrza, Poland               | −0,07 a 0,06                    | [ 30 ]     |
| Pântano salino     | Países Baixos                     | 0,82 a 1,64                     | [ 31 ]     |
| Pântano salino     | Mar Báltico                       | −0,13                           | [ 32 ]     |
| Pântano salino     | Massachusetts, EUA                | −2,14 a 1,27                    | [ 33 ]     |

## Vias de emissão de metano
As áreas úmidas neutralizam a ação de sumidouro que normalmente ocorre com o solo devido ao lençol freático alto. O nível do lençol freático representa o limite entre a produção de metano anaeróbico e o consumo de metano aeróbico. Quando o lençol freático está baixo, o metano gerado no solo do pântano tem de subir pelo solo e passar por uma camada mais profunda de bactérias metanotróficas [en], reduzindo assim a emissão. O transporte de metano por plantas vasculares pode contornar essa camada aeróbica, aumentando assim a emissão.
Uma vez produzido, o metano pode chegar à atmosfera por três vias principais: difusão molecular, transporte pela aerênquima da planta e ebulição. A produtividade primária alimenta as emissões de metano direta e indiretamente porque as plantas não apenas fornecem grande parte do carbono necessário para os processos de produção de metano em áreas úmidas, mas também podem afetar seu transporte.

### Fermentação
A fermentação é um processo usado por certos tipos de microrganismos para decompor nutrientes essenciais. Em um processo chamado metanogênese acetoclástica, os microrganismos do domínio de classificação archaea produzem metano ao fermentar acetato e H2-CO2 em metano e dióxido de carbono.
H3C-COOH → CH4 + CO2
Dependendo da área úmida e do tipo de archaea, também pode ocorrer metanogênese hidrogenotrófica [en], outro processo que produz metano. Este ocorre como resultado da oxidação do hidrogênio pelas arqueas com dióxido de carbono para produzir metano e água.
4H2 + CO2 → CH4 + 2H2O

### Difusão
A difusão através do perfil refere-se ao movimento do metano através do solo e dos corpos d'água para chegar à atmosfera. A importância da difusão como via de escape varia de acordo com cada área úmida, com base no tipo de solo e vegetação. Por exemplo, nas turfeiras, a quantidade maciça de matéria orgânica morta, mas não em decomposição, resulta em uma difusão relativamente lenta do metano pelo solo. Além disso, como o metano pode se deslocar mais rapidamente pelo solo do que pela água, a difusão desempenha um papel muito mais importante em áreas úmidas com solo mais seco e pouco compactado.

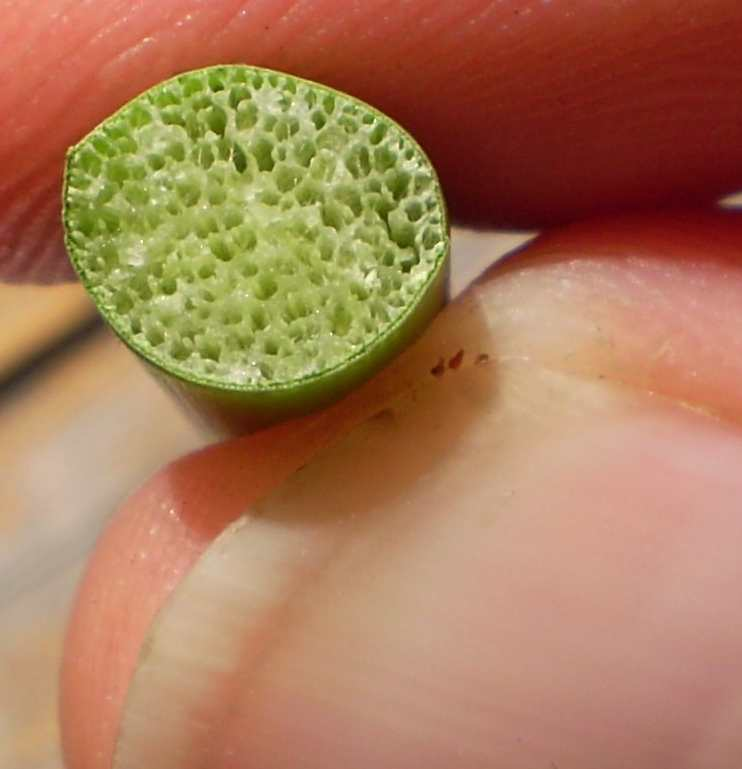
O fluxo de metano mediado pela planta através do aerênquima da planta, mostrado aqui, pode contribuir com 30-100% do fluxo total de metano de áreas úmidas com vegetação emergente

### Aerênquima
O aerênquima vegetal refere-se aos tubos de transporte semelhantes a vasos nos tecidos de certos tipos de plantas. As plantas com aerênquima possuem tecido poroso que permite o transporte direto de gases de e para as raízes das plantas. O metano pode subir diretamente do solo para a atmosfera usando este sistema de transporte. O “desvio” direto criado pelo aerênquima permite que o metano evite a oxidação pelo oxigênio, que também é transportado pelas plantas até suas raízes.

### Ebulição
A ebulição refere-se à liberação repentina de bolhas de metano no ar. Essas bolhas ocorrem como resultado do acúmulo de metano no solo ao longo do tempo, formando bolsões de gás metano. À medida que esses bolsões de metano aprisionado aumentam de tamanho, o nível do solo também aumenta lentamente. Este fenômeno continua até que se acumule tanta pressão que a bolha “estoura”, transportando o metano pelo solo tão rapidamente que ele não tem tempo de ser consumido pelos organismos metanotróficos. Com essa liberação de gás, o nível do solo cai mais uma vez.
A ebulição em áreas úmidas pode ser registrada por sensores delicados, chamados piezômetros, que podem detectar a presença de bolsões de pressão no solo. Os cabeçotes hidráulicos [en] também são usados para detectar a subida e a descida sutis do solo como resultado do acúmulo e da liberação de pressão. Usando piezômetros e cabeçotes hidráulicos, foi realizado um estudo nas turfeiras do norte dos Estados Unidos para determinar a importância da ebulição como fonte de metano. Não apenas foi determinado que a ebulição é de fato uma fonte significativa de emissões de metano nas turfeiras do norte dos Estados Unidos, mas também foi observado que houve um aumento na pressão após uma chuva significativa, sugerindo que a chuva está diretamente relacionada às emissões de metano em áreas úmidas.

## Fatores de controle
A magnitude da emissão de metano de uma área úmida é geralmente medida usando covariância de vórtices turbulentos, gradiente ou técnicas de fluxo de câmara, e depende de vários fatores, incluindo o lençol freático, proporções comparativas de bactérias metanogênicas e metanotróficas, mecanismos de transporte, temperatura, tipo de substrato, vida vegetal e clima. Esses fatores trabalham juntos para afetar e controlar o fluxo de metano em áreas úmidas.
Em geral, o principal determinante do fluxo líquido de metano na atmosfera é a proporção de metano produzido por bactérias metanogênicas que chega à superfície em relação à quantidade de metano oxidada por bactérias metanotróficas antes de chegar à atmosfera. Esta proporção, por sua vez, é afetada por outros fatores de controle do metano no ambiente. Além disso, as vias de emissão de metano afetam como o metano chega à atmosfera e, portanto, têm um efeito equivalente sobre o fluxo de metano nas áreas úmidas.

### Lençol freático
O primeiro fator de controle a ser considerado é o nível do lençol freático. A localização de piscinas e lençóis freáticos não apenas determina as áreas onde a produção ou oxidação de metano pode ocorrer, mas também determina a rapidez com que o metano pode se difundir no ar. Ao atravessar a água, as moléculas de metano se chocam com as moléculas de água que se movem rapidamente e, portanto, levam mais tempo para chegar à superfície. A passagem pelo solo é muito mais fácil e resulta em uma difusão mais rápida na atmosfera. Esta teoria do movimento é apoiada por observações feitas em áreas úmidas onde ocorreram fluxos significativos de metano após uma queda no lençol freático em decorrência de uma seca. Se o lençol freático estiver na superfície ou acima dela, o transporte de metano começa a ocorrer principalmente por meio de ebulição e transporte vascular ou pressurizado mediado por plantas, com altos níveis de emissão ocorrendo durante o dia em plantas que utilizam ventilação pressurizada.

### Temperatura
A temperatura também é um fator importante a ser considerado, pois a temperatura ambiental - e a temperatura do solo em particular - afeta a taxa metabólica de produção ou consumo pelas bactérias. Além disso, como os fluxos de metano ocorrem anualmente com as estações do ano, são fornecidas evidências que sugerem que a mudança de temperatura, juntamente com o nível do lençol freático, atuam em conjunto para causar e controlar os ciclos sazonais.

### Composição do substrato
A composição do solo e a disponibilidade de substrato alteram os nutrientes disponíveis para as bactérias metanogênicas e metanotróficas e, portanto, afetam diretamente a taxa de produção e consumo de metano. Por exemplo, os solos de áreas úmidas com altos níveis de acetato ou hidrogênio e dióxido de carbono são propícios à produção de metano. Além disso, o tipo de vida vegetal e a quantidade de decomposição da vegetação afetam os nutrientes disponíveis para as bactérias, bem como a acidez. Os lixiviados de plantas, como os compostos fenólicos do Sphagnum, também podem interagir com as características do solo para influenciar a produção e o consumo de metano. Determinou-se que uma disponibilidade constante de celulose e um pH do solo de cerca de 6,0 proporcionam condições ideais para a produção e o consumo de metano; no entanto, a qualidade do substrato pode ser sobrepujada por outros fatores. O pH e a composição do solo ainda devem ser comparados com os efeitos do lençol freático e da temperatura.

### Produção líquida do ecossistema
A produção líquida do ecossistema [en] (PLE) e as mudanças climáticas são os fatores abrangentes que demonstraram ter uma relação direta com as emissões de metano das áreas úmidas. Em áreas úmidas com lençóis freáticos elevados, foi demonstrado que a PLE aumenta e diminui com as emissões de metano, muito provavelmente porque tanto a PLE quanto as emissões de metano fluem com a disponibilidade de substrato e a composição do solo. Em áreas úmidas com lençóis freáticos mais baixos, o movimento do oxigênio para dentro e para fora do solo pode aumentar a oxidação do metano e a inibição da metanogênese, anulando a relação entre a emissão de metano e o PLE, pois a produção de metano passa a depender de fatores profundos do solo.
As mudanças climáticas afetam muitos fatores no ecossistema, inclusive o lençol freático, a temperatura e a composição das plantas na área úmida - todos fatores que afetam as emissões de metano. No entanto, a mudança climática também pode afetar a quantidade de dióxido de carbono na atmosfera circundante, o que, por sua vez, diminuiria a adição de metano à atmosfera, conforme demonstrado por uma redução de 80% no fluxo de metano em áreas com níveis duplicados de dióxido de carbono.

## Causas de emissões adicionais

### Desenvolvimento humano de áreas úmidas
Os seres humanos frequentemente drenam áreas úmidas em nome do desenvolvimento, da habitação e da agricultura. Ao drenar as áreas úmidas, o lençol freático é rebaixado, aumentando o consumo de metano pelas bactérias metanotróficas no solo. Entretanto, como resultado da drenagem, surgem valas saturadas de água que, devido ao ambiente quente e úmido, acabam emitindo uma abundância de metano. Portanto, o efeito real sobre a emissão de metano acaba dependendo muito de vários fatores. Se os drenos não forem espaçados o suficiente, haverá a formação de valas saturadas, criando ambientes de minipântanos. Além disso, se o lençol freático for rebaixado o suficiente, a área úmida poderá ser transformada de uma fonte de metano em um sumidouro que consome metano. Por fim, a composição real da área úmida original muda como o ambiente ao redor é afetado pela drenagem e pelo desenvolvimento humano.